# 戴维·F·福特
戴维·F·福特（1948年1月23日—）是一位英国聖公宗神学家，剑桥大学神学教授，2015年获荣誉退休称号，主要作品有《神学》（Theology，入选牛津通识读本）等。